# Protomegabaria
Protomegabaria  es un género de plantas con flores perteneciente a la familia Phyllanthaceae. Consiste en tres especies originarias del oeste y centro de África.

## Especies
- Protomegabaria macrophylla (Pax) Hutch., Hooker's Icon. Pl. 30: t. 2929 (1911).
- Protomegabaria meiocarpa J.Léonard, Bull. Jard. Bot. Natl. Belg. 64: 60 (1995).
- Protomegabaria stapfiana (Beille) Hutch., Hooker's Icon. Pl. 30: t. 2929 (1911).

- Datos: Q7252040
- Especies: Protomegabaria